# José Francisco Bias Fortes
José Francisco Bias Fortes (Barbacena, 3 de abril de 1891 — Rio de Janeiro, 30 de março de 1971) foi um político brasileiro. Foi deputado constituinte em 1934 e 1946, prefeito de Barbacena, entre 1937 e 1945, ministro da Justiça no Governo Eurico Dutra, e governador de Minas Gerais, de 31 de janeiro de 1956 até 31 de janeiro de 1961. Foi também candidato ao governo do estado de Minas Gerais em 1947, sendo derrotado por Milton Campos. Morreu em 30 de março de 1971 quando era diretor do Banco de Crédito Real de Minas Gerais, no Rio de Janeiro.

## Biografia
Dr. Bias Fortes foi um dos políticos mais respeitados da história republicana de Minas Gerais. Era filho de Adelaide de Araújo Bias Fortes e Chrispim Jacques Bias Fortes, advogado e produtor rural que foi um dos fundadores do Partido Republicano Mineiro (PRM) no ano de 1888 e foi presidente de Minas Gerais entre 1894 e 1898.
Nascido em Barbacena em 3 de abril de 1891, José Francisco Dias Fortes começou sua educação básica no ensino primário no Colégio Gonçalves e no ensino secundário no Ginásio Mineiro, ambos em Barbacena, sua cidade natal. Ingressou na Faculdade de Direito de Minas Gerais em 1908, onde acabou sendo eleito primeiro presidente da Confederação Acadêmica, entidade central de todas as associações estudantis na época. Após se formar em 1912, voltou a Barbacena para exercer a advocacia e fundar uma companhia de seguros. Foi nessa época que começou sua vida pública de fato, quando foi eleito vereador pelo PRM e chegou a ser vice-presidente da Câmara Municipal da cidade.
Com a projeção política que ganhou, foi eleito deputado estadual pelo PRM, sendo o candidato mais votado do pleito de 1914, com um total de 35 mil votos. Chegou à vice-presidência da Casa após ser reeleito em 1918 e finalmente assumiu a Presidência da Câmara Estadual em 1922. Foi também membro de quatro comissões: de Legislação, Constituição e Justiça, de Orçamento e Finanças e a Comissão Mista de Recursos Municipais. Renunciou ao cargo de deputado estadual em 1924 quando o então deputado federal Antônio Carlos Ribeiro de Andrada foi eleito senador por Minas Gerais. Como a cadeira na bancada mineira da Câmara ficou vaga, Bias Fortes se candidatou e foi eleito para assumir a cadeira em 1925 pelo Partido Libertador de Minas Gerais. Ele acabou deixando também o cargo de deputado federal pouco antes do fim de seu mandato a convite de Antônio Carlos, que iria assumir a presidência de Minas Gerais, para se tornar chefe da Secretaria de Segurança e Assistência Pública estadual, então recém-criada. Essa proximidade entre Antônio Carlos e Bias Fortes é bastante relacionado à aliança entre as famílias Andrada e Bias Fortes na região de Barbacena.

### Participação naRevolução de 1930
Bias Fortes foi a favor da Aliança Liberal, seguindo orientação tanto de seu partido, o PRM, quanto de Antônio Carlos, contra a candidatura de Júlio Prestes à Presidência da República. Apesar das disputas eleitorais em âmbito nacional, a corrida pelo governo estadual também eram acirradas. O estopim foi uma discordância dentro do próprio PRM, quando Fernando de Melo Viana, então vice-presidente da República, na época comandada por Washington Luís, que seria o candidato do partido às eleições estaduais, foi substituído pela candidatura de Olegário Maciel, presidente do Senado estadual, por indicação de Antônio Carlos. Com isso, Melo Viana deixou o PRM e passou a concorrer ao governo do estado pelo movimento Concentração Conservadora. Em solidariedade a Melo Viana, Bias Fortes renunciou à Secretaria de Segurança. Apesar do desentendimento, não deixou de apoiar a Aliança Liberal. Em Barbacena, porém, a dissidência do PRM levou a uma cisão entre as famílias Bias Fortes e Andrada. A partir desse momento, os dois clãs passaram a disputar o domínio sobre a cidade, tanto na parte de liderança quando na eleitoral, tentando cada um tomar conta do "curral eleitoral" local. De acordo com a autora Alzira Alves de Abreu no livro "Dicionário histórico-biográfico da Primeira República (1888-1930)", era uma disputa inclusive marcada pela violência tanto política quanto policial.
Foi candidato do PRM a deputado federal no pleito de 1930. Naquele ano, apesar de as eleições do Executivo terem sido concluídas em muitos estados, no legislativo estadual a contagem dos votos foi mais tumultuada, e não foi diferente em Minas Gerais. Foi instaurada uma comissão de inquérito sobre as eleições e, em maio daquele ano, a Câmara dos Deputados decidiu, após análise dos resultados da comissão, cassar os mandatos de 14 deputados do PRM e eleger em seu lugar candidatos da Concentração Conservadora. Bias Fortes foi um dos candidatos do PRM que teve a eleição aprovada e assumiu o mandato no mesmo dia.
Ele foi importantíssimo após o assassinato de João Pessoa e a derrota de Getúlio Vargas no pleito nacional, pois, como ex-secretário da Segurança, ajudou na preparação da Força Pública de Minas Gerais para auxiliar na revolução, que teve início tanto em Porto Alegre quanto em Belo Horizonte em 3 de outubro daquele ano. O mandato de Bias Fortes foi interrompido naquele mesmo ano após a deposição de Washington Luís, que se seguiu a tomada do poder por uma junta militar, que fechou o Congresso Nacional.
Com a ascensão de Getúlio, Olegário Maciel continuou á frente do governo mineiro, mas enfrentava grande resistência de líderes do PRM para governar, principalmente do chefe do partido, Artur Bernardes. Para resolver a situação, o presidente de Minas criou a Legião Mineira, que tinha por objetivo aprofundar as mudanças instauradas pela Revolução de 1930 e acabou absorvendo membros do PRM contrários a Bernardes. Bias Fortes, porém, se manteve no partido e se tornou inclusive um dos membros da comissão executiva da legenda.
No ano seguinte, o então Ministro da Justiça, Osvaldo Aranha, rompeu com a Legião Mineira e assumiu uma posição abertamente de oposição a Olegário no estado. Essa tensão gerada pela cisão no governo culminou em uma tentativa de golpe contra o presidente estadual, promovida por alguns congressistas, entre eles Bias Fortes e Cristiano Machado. O golpe foi repelido rapidamente pela Força Pública e os insurgentes acabaram presos por dois dias na Secretaria do Interior.
Com a rebelião, Vargas tornou as atenções a Minas Gerais e, na tentativa de reforçar os vínculos com o governo mineiro e proporcionar maior entendimento entre as forças políticas locais, trabalhou com Olegário Maciel para impor o chamado Acordo Mineiro, que determinava a fusão da Legião Mineira e do PRM em um único partido que apoiasse o governo local. Assim, foi fundado, em 1932, o Partido Social Nacionalista (PSN), do qual Bias Fortes foi um dos conselheiros executivos.

### Papel na Assembleia Constituinte de 1934
Em 1933, após a extinção do PSN por conta de diversos pontos de vista divergentes dentro do partido com relação à Revolução Constitucionalista de 1932, em São Paulo, Bias Fortes, juntamente com Antônio Carlos Venceslau Brás, José Monteiro Ribeiro Junqueira, Gustavo Capanema e Virgílio de Melo Franco, fundou o Partido Progressista (PP) de Minas Gerais. Como membro da legenda, foi o deputado constituinte eleito com maior número de votos no estado. Como Minas Gerais formava a maior bancada estadual, Vargas apoiou a candidatura de Antônio Carlos à presidência da Assembleia Constituinte. Bias Fortes, porém, fez parte em grande parte das dissidências internas da legenda. Junto com Pedro Aleixo e Virgílio de Melo Franco, que era, inclusive, um dos postulantes ao cargo, foi contra a candidatura de Antônio Carlos. Em outro momento, com a morte de Olegário Maciel, também fez parte da minoria do partido na escolha do próximo governador do estado, como foi pedido por Vargas a Antônio Carlos.
Durante os trabalhos da Assembleia Constituinte, Bias Fortes, assim como grande parte do PP, se mostrou contra vários pontos propostos pelo governo provisório de Vargas, apesar de a legenda estar, em teoria, do lado situacionista. Entre as principais propostas defendidas por ele. estão a autonomia dos municípios e a manutenção do Congresso Nacional, sendo que a Câmara deveria ter cadeiras divididas de acordo com a população dos estados. Foi contra a ideia de Antônio Garcia de Medeiros Neto, líder da maioria, que queria introduzir uma emenda que permitia a eleição do novo presidente da República antes da proclamação da nova Carta Constitucional, emenda que acabou sendo descartada.
Em 1934, após a promulgação da Constituição, em julho, o PRM concorreu as eleições em coligação com o Minas Autônoma, relação para receber os dissidentes do PP, como era o caso de Bias Fortes. Sob essa legenda, foi mais uma vez reeleito deputado federal. Ele deixaria a legenda em 1937 para se filiar ao Partido Nacionalista de Minas Gerais, do governador Benedito Valadares, como forma de oposição a Antônio Carlos e apoio à candidatura de José Américo de Almeida a presidente da República no pleito daquele ano. As eleições naquele ano, porém, acabaram não acontecendo com a instauração do Estado Novo em novembro. Bias Fortes perdeu o mandato de deputado com o fechamento do Legislativo em todo o país.

#### Após o Estado Novo
Nessa época, foi nomeado prefeito de Barbacena. Várias obras foram executadas no seu Governo, como a abertura de inúmeras estradas vicinais, a pavimentação asfáltica entre Barbacena e Lavras, a instalação do Hotel Grogotó, a Escola Estadual Professor Soares Ferreira, 9º Batalhão da Polícia Militar, entre outras realizações.
Na sua trajetória política, foi responsável como Ministro da Justiça de por em prática a nível executivo, a nova Constituição Brasileira, com o retorno da democracia em 1945. Fez inúmeras realizações em Minas Gerais. Teve sucessores na política seus filhos Biazinho e Simão Tamm Bias Fortes, este considerado um dos melhores prefeitos da história de Barbacena.
Existe uma cidade chamada Bias Fortes (cidade), na zona da mata mineira.